# Заботин, Борис Васильевич
Борис Васильевич Заботин — советский государственный деятель, генерал-лейтенант милиции (26 октября 1979 года).

## Биография
Родился в с. Деледино Тверская губ, ныне Молоковский район Тверской области.
В 1940 г. окончил Ленинградский судостроительный техникум, в 1941 г. — чертежно-конструкторские курсы «Ленитомаш». Проживал на улице Декабристов, дом 11, квартира 23.
В РККА: с 1941 г. Воевал на Ленинградском и 1-м Прибалтийском фронтах в составе 56-го стрелкового полка, 283-го отдельного стрелково-пулемётного батальона 22-го укреплённого района и с февраля 1945 г. — 143-го стрелкового полка 224-й стрелковой дивизии. С апреля 1945 г. по май 1946 г. — помощник начальника штаба этого полка по спецсвязи. Воевал пулемётчиком и радистом в боях под Колпино и на Карельском фронте.
В 1948 г. окончил Ленинградскую юридическую школу, в 1948—1949 г. — народный следователь прокуратуры г. Зеленогорск Ленинградской области.
С 1950-х гг. — в органах внутренних дел.
В марте 1952 — июне 1954 г. — начальник 3-го отдела следственной части Управления милиции УМГБ — УМВД по Ленинградской области.
В 1963 г. окончил ВШ МООП РСФСР.
Январь 1963 — февраль 1965 г. — Начальник организационно-методического отдела Главного управления милиции МООП РСФСР.
Февраль 1965—1967 г. — Инструктор сектора органов охраны общественного порядка отдела административных органов ЦК КПСС.
1967—1968 г. — 1-й заместитель начальника Главного управления милиции МООП СССР. 1 ноября 1967 года присвоено звание комиссара милиции 3-го ранга.
1970 г. — Инструктор сектора органов охраны общественного порядка отдела административных органов ЦК КПСС.
Октябрь 1971—1977 г. — 1-й заместитель начальника Управления административной службы милиции МВД СССР. 23 октября 1973 года присвоено звание генерал-майора милиции.
1977—1979 г. — Начальник Управления делами МВД СССР.
1979—1982 г. — Начальник УБХСС МВД СССР.
8 января 1982 — 23 марта 1989 г. — Заместитель министра внутренних дел СССР.
Похоронен в Москве на Троекуровском кладбище.